# Unieść
Unieść – rzeka o długości około 26 km na Pobrzeżu Koszalińskim, w województwie zachodniopomorskim, przepływająca przy południowej i zachodniej granicy miasta Sianów. Powierzchnia zlewni Unieści to 228 km², roczny przepływ – 88 tys. m³ wody.
Rzekę zasilają cieki wypływające ze wschodnich zboczy Góry Chełmskiej. Głównym jej dopływem jest struga Polnica.
Rzeka jest bogata w niektóre gatunki ryb: pstrągi, trocie, sandacze. Na niej samej lub w jej pobliżu istnieją gospodarstwa hodowli ryb.
Unieść uchodzi do jeziora Jamno, w jej południowo-wschodniej zatoce na południe od wsi Osieki.
W wyniku oceny stanu wód Unieści z 2010 wykonanej w dwóch punktach (powyżej ujścia Polnicy w m. Gorzebądz i k. ujścia rzeki do jez. Jamno) określono II klasę elementów biologicznych, elementy fizykochemiczne poniżej potencjału dobrego oraz umiarkowany potencjał ekologiczny.
Nazwę Unieść wprowadzono urzędowo rozporządzeniem w 1948 roku, zastępując poprzednią niemiecką nazwę Nest Bach.
Rzeka jest spławna dla celów kajakarstwa (szlak kajakowy) na odcinku Maszkowo – Sianów – Osieki (około 10 km). Na trasie zlokalizowano trzy punkty rekreacji z miejscem na ognisko i deszczochronami oraz tablice informacyjne. Nurt jest wolny, umożliwia swobodne obserwacje przyrodnicze. Na trasie okazjonalne przeszkody wymuszające przenoski – zwalone drzewa, niskie mostki i elektrownia wodna.